# Scalateatern

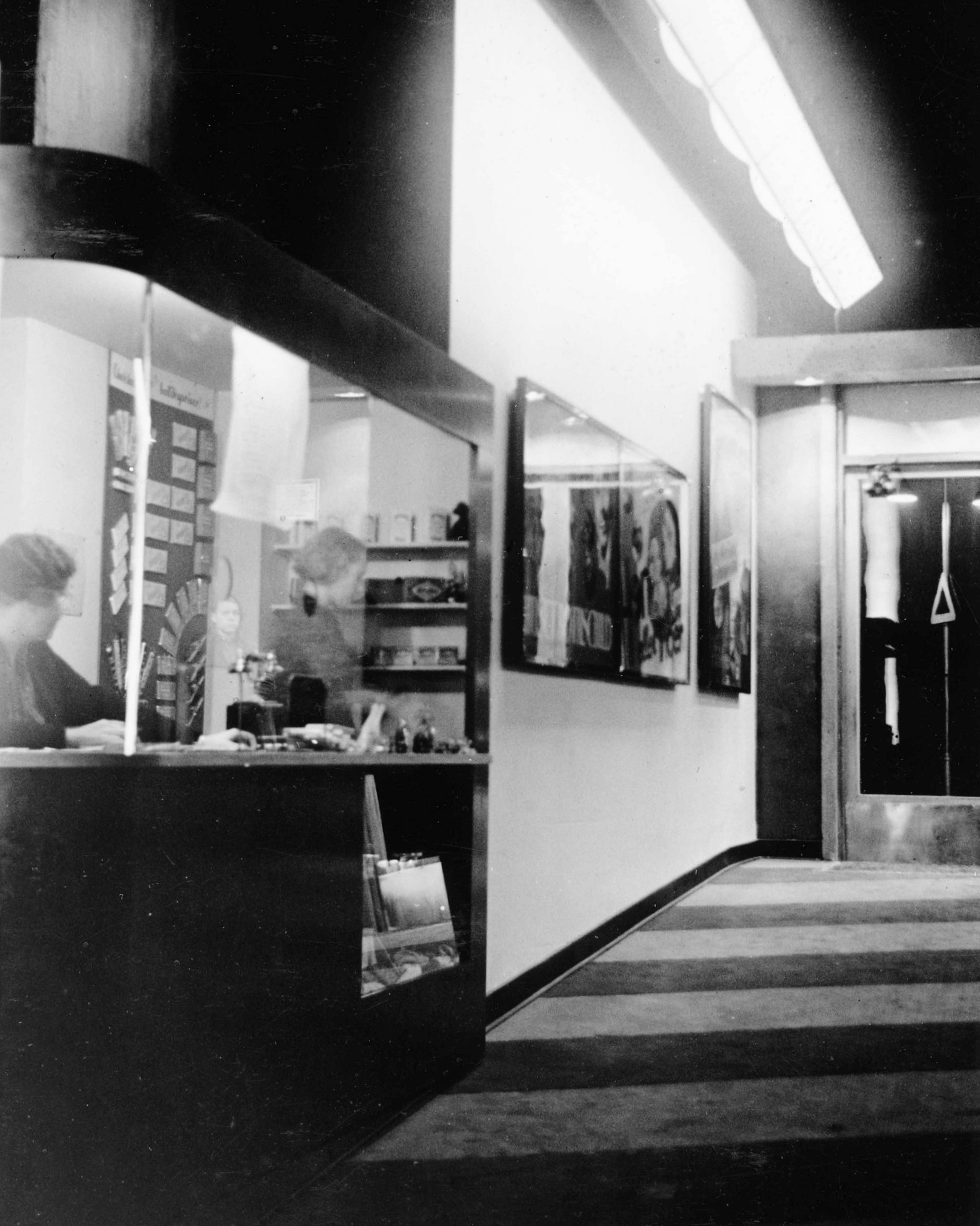
Carltons foajé och biljettkassa 1934.

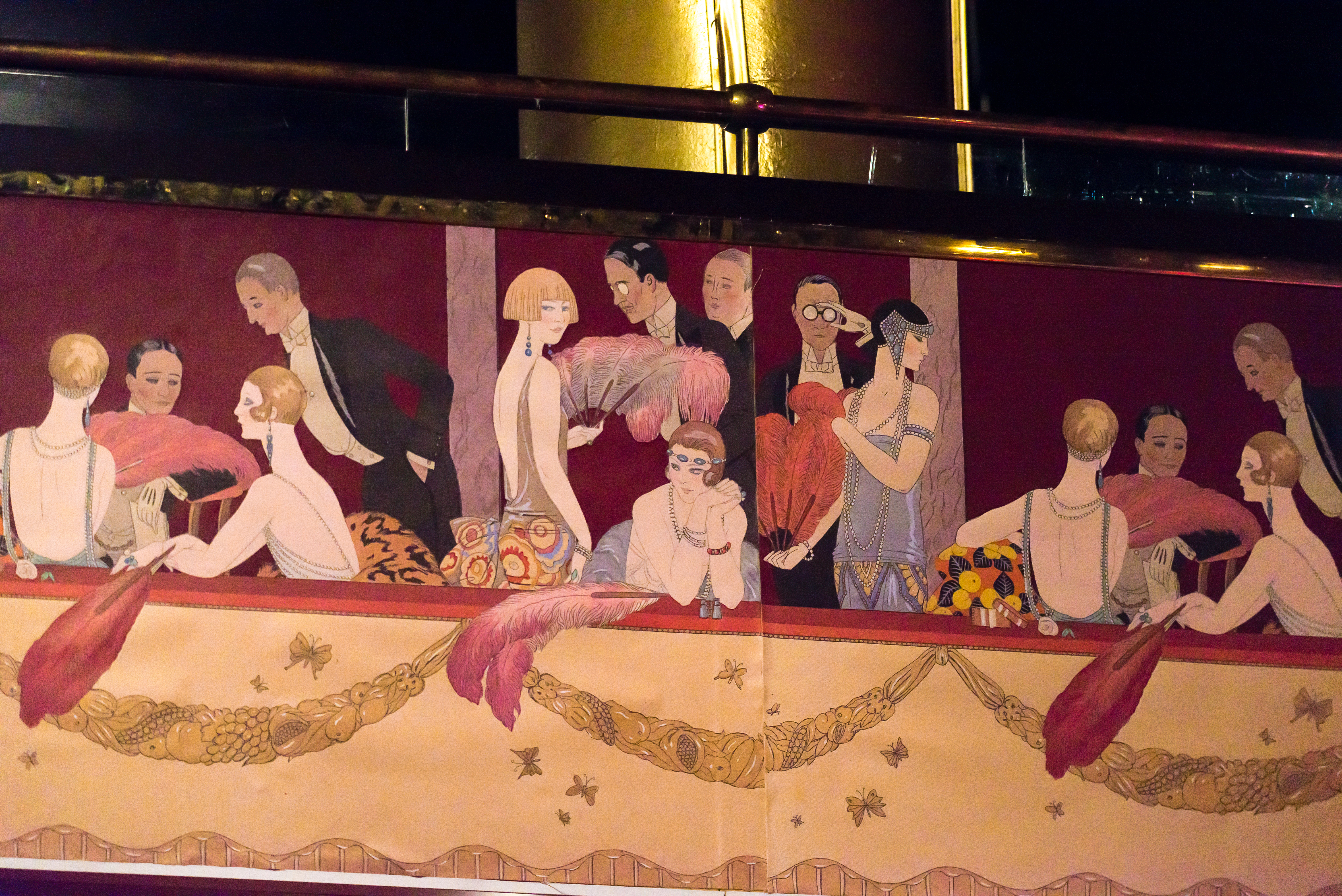
Balkongdekoration på Scalateatern.

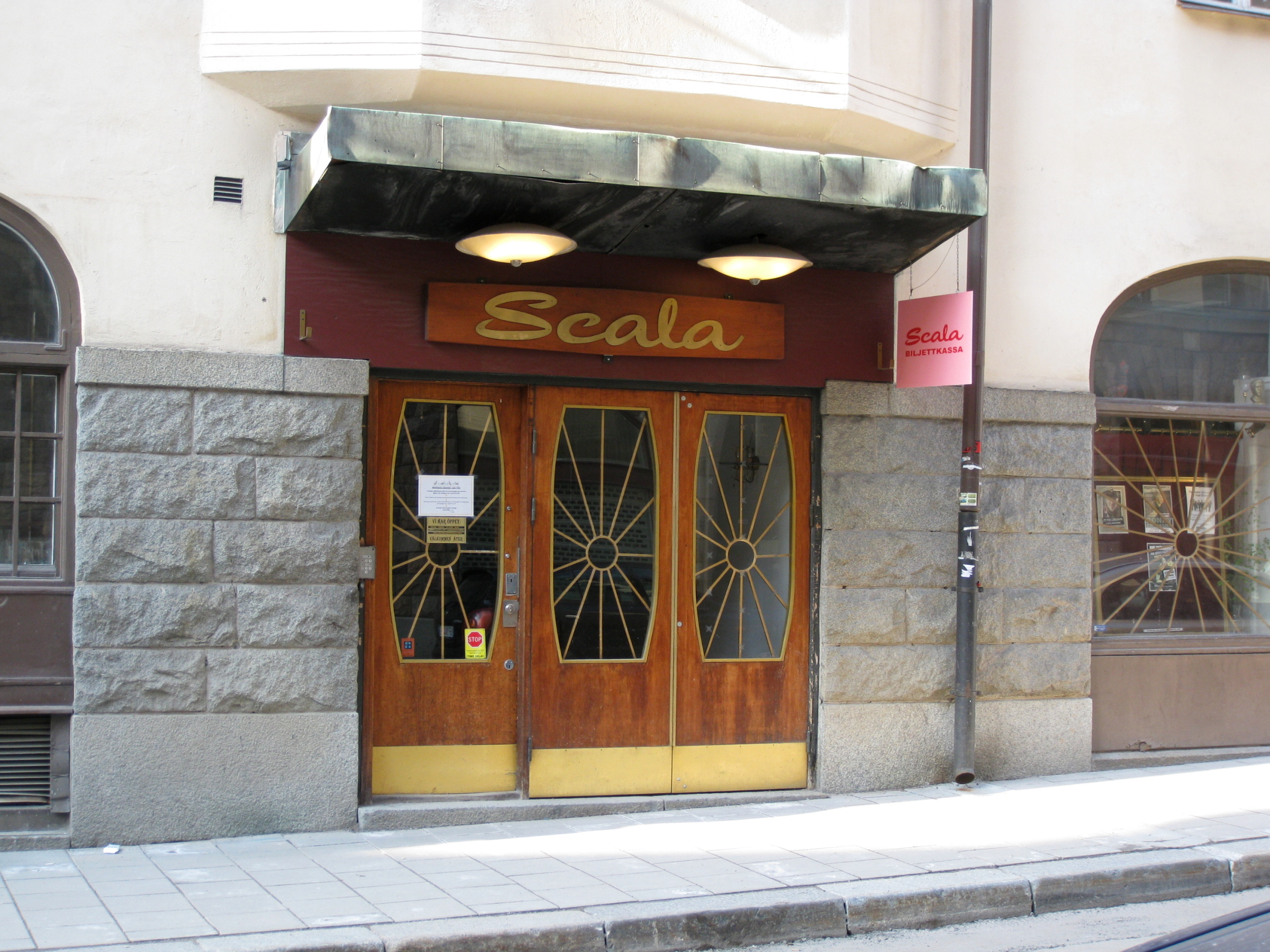
Scalateatern, biljettkassan.

Scalateatern (kort Scala) är en teaterlokal på Wallingatan 32-34 nära Norra Bantorget i centrala Stockholm, invigd 1915 som biograf, då under namnet Pallas-Teatern. 

## Historia

### Pallas-Teatern
Pallas-Teatern öppnade 1915 i ett nyuppfört bostadshus som ritades av arkitekt Sam Kjellberg. Salongen var kvadratisk och hade 324 platser. Redan efter tre år upphörde biografverksamheten och istället blev det en ren teater utan några filmvisningar. Teaterns första direktör var skådespelaren Pierre Fredriksson. På 1920-talet drevs teater av författaren Teodor Källman, som även drev Södermalmsteatern. Bland de skådespelare som uppträdde i 20-talets revyer fanns namn som Thor Modéen och Julia Cæsar. Under spelsäsongen 1933–1934 drevs teatern av skådespelaren Elis Ellis och namnet ändrades då till Vaudeville-Teatern.

### Pallas-Teatern blir Carlton
I november 1934 blev lokalen åter igen en biograf, nu under namnet Carlton. Då hade den övertagits av Sandrews och byggts om fullständigt under ledning  av ”biografarkitekten” Björn Hedvall. Foajéns väggar var hållna i blått och salongens väggar gick i svagt mossgrönt med kontrasterande fåtöljer som var klädda i rött tyg. Ridåns motiv var skapade av konstnären Gunnar Torhamn. Carlton hade 446 platser. 
Till en början fungerade Carlton som Sandrews premiärbiograf, men blev därefter en andrahandsbiograf. Hösten 1939 hyrde Sandrews ut lokalen till en folkrörelseägd organisation som visade kvalitetsfilm. I juni 1940 stängde biografverksamheten och samma höst gjorde Sandrews om Carlton till en revyteater. I oktober 1941 ändrades namnet till Scalateatern.

### Scalateatern
Under 1950-talet svarade Nils Perne och Sven Paddock för revyer på Scalateatern. 1959 byggdes teatern om med avsikt att bli musikalteater. I samband med detta bytte teatern namn till Nya Scalateatern. Namnet Nya Scala bibehölls till 1968, då den åter blev talteaterscen, till en början med Allan Edwall som konstnärlig ledare. Sandrews drev Scalateatern fram till 1974 då Fria Proteatern tog över. Fria Proteatern lämnade Scalateatern 1990. 
Mellan 1990 och 1994 drev Stockholms Kulturförvaltning Scala som gästspelsscen. Från 1994 fram till 2014 drev Ulla Malmsten och Åke Hugosson Scala, varav perioden 1994-2000 med Kulturförvaltningen som ägare. 
Från och med 10 juni 2014 är Conrad Nyqvist och Tova Nyqvist ägare, tillsammans med Henrik Dorsin och Michael Lindgren.

## Uppsättningar
Teatern invigdes 1 november 1918 med fredspjäsen När klockorna klämta av Henning Ohlsson i regi av Pierre Fredriksson, som även spelade huvudrollen.
På 1960-talet spelades musikaler på teatern; bland andra Irma la Douce med Lena Granhagen och Sven Lindberg i huvudrollerna och Stoppa världen, jag vill stiga av med Jan Malmsjö.